# Keresztelő Szent János-plébániatemplom (Sveti Ivan Žabno)
A Keresztelő Szent János plébániatemplom Horvátországban, a Kapronca-Kőrös megyei, Sveti Ivan Žabno településen található.

## Fekvése
A Keresztelő Szent János plébániatemplom a Zágrábra, a Belovárra és a Kőrösre vezető utak kereszteződésében, egy kisebb magaslaton, parkkal körülvéve áll.

## Története
A szerzők egy része a templomot egy 1228-ban kelt oklevélben említett, Kőrös megyei iaxai Szent János templommal azonosítja, mely „Iaxa” néven 1343-ban IV. Béla oklevelének harmadik, a csázmai káptalan által kiadott átiratában is említésre kerül. Ez alapján arra lehet következtetni, hogy a Szent János templom valamikor 1225 és 1323 között épült. Ez a templom abban a dokumentumban is megjelenik, amellyel II. István zágrábi püspök 1232-ben megalapította a csázmai káptalant. Itt egy „Sabnica” nevű birtokot említenek, majd jóval arrébb egy Szent János és egy Szent Márton kápolna is említésre kerül. Fontos még, hogy a „sabnichi” plébániatemplom szerepel Ivan goricai főesperes 1334-ben írt, a zágrábi egyházmegye plébániáit felsoroló statutumában.
Következő említése 1364-ben egy bizonyos Pál fia István erőszakos támadásával kapcsolatban történik a szentiváni nemesek ellen, mely során a plébániatemplom is megsérült. A 14. és 15. század folyamán a templom Szent Iván néven többször is megjelenik. Ezt a területet már a 13. század elejétől Sabnichának hívják. A Žabnica-patakot 1201-ben „Xabiniza” néven említik először. A patak ma is megvan, a neve is ugyanaz. Sveti Ivan Žabnotól délre található egy Žabnica nevű falu is, de itt sem templom, sem Szent Iván kápolna nem volt.
Nagyon megható az a levél, melyet 1437-ben Fabianus plébános írt IV. Jenő pápának, mely által megbocsátást kért a hívek számára, akik segítenek felépíteni az új Keresztelő János templomot Žabnicán, mert a régi templom teljesen tönkrement és nem lenne érdemes újjáépíteni. A 15. század vége és a 16. század eleje kulcsfontosságú időszak volt ennek az egész régiónak a további élete szempontjából. Az oszmán agresszió miatt a gazdag és virágzó régió népesség nélkül maradt, falvak és városok tűntek el. Szlavónia 1525-ös meghódítása után ez az offenzíva folytatódott. 1532-ben az oszmán hadsereg Kőszeg sikertelen ostromáról visszatérve végigpusztította a környező falvakat. 1538-ban a törökök ismét betörtek a térségbe, majd ezek betörések 1540-ben megismétlődtek, amikor a zágrábi püspök panaszkodik, hogy a jobbágyok a törökök elől elmenekültek. Ezeknek a támadásoknak során a templomot valószínűleg többször is felgyújtották, de nem rombolták le. 
Nemrég a templom felújítása alkalmával végzett munkák során a templom padlásán tűzvészre utaló nyomokat találtak.
A 16. század folyamán Sveti Ivanon kisebb erődítményt említenek, mely a határvédelmi rendszer része volt. 1574-ben a zágrábi püspökség összeírásában a kemléki főesperességben fekvő települést pusztának írják le és 1577-ben is csak egy kisebb erődöt említenek itt. A fordulópont a 17. század elején következett be, amikor a törökök elhagyták Csázmát és Monoszló vidékét, és környékén megindult az élet helyreállítása. A kőrösi kapitányság megalapításával a 17. század elején Sveti Ivan (Sabnicza) vált a térség központjává, és eljött az alkalom a templom megújítására. Erre utal a templom diadalívének északi oldalán az 1633-as évszám. A török kiűzése után jelenik meg a település nevének újabb változata a „Sabnicza” helyett a „Sabno”, vagyis a mai Žabno. 1704-től már rendszeresek az egyházlátogatások is a templomban. Így 1704-ben Putz vizitátor leírja, hogy a templom a kőrösi ezred védnöksége alatt áll, a tető és a famennyezet jó állapotú, a szentélynek három, a hajónak két ablaka van. A bejárat a nyugati oldalon van és efelett áll a harangtorony. A bejárat felett van a kórus is, mely művészi kivitelezésű, színesen kifestve. Felsorolja az oltárokat, majd említi a szószéket, a keresztelőkápolnát és a sekrestyét. 1706-ban megemlítik, hogy a templomban van egy kripta is a papok számára. Az 1744-es vizitáció említi a torony magasítását, mely valószínűleg ekkor kapja a barokk toronysisakot az aranyozott kereszttel.
Az 1842-es vizitáció megjegyzi, hogy a templom már túl kicsi a hívek számára, így amikor a lehetőségek megengedik, bővíteni kell. A bővítés azonban sokára vált lehetővé, mert csak 1887-ben határozták el, és a bővítés 1888-ban történt a szentély kétszeresére történő meghosszabbításával, a kórus, a burkolat felújításával és új sekrestye építésével. 1896-ban a szentély északi oldalához új kápolnát építettek. A történelmi események között szerepel az 1938-as földrengés, amely ledöntötte a harangtorony tetejét, melyet kénytelenek voltak deszkákkal és kátránypapírral borítani és így állt 1946-ig, amikor a mai gótikus tornyot emelték. Ekkor kapta mai egyszerű toronysisakját a régi barokk helyett.

## Leírása
A templom alaprajza latin kereszt, melyet a hajó, a szentély, a Jézus Szíve kápolna és a sekrestye alkot. A templom szerkezete élesen elválik a régebbi hajóra és a 19. század végén épített szentélyre. A harangtorony a nyugati homlokzaton, támpillérekkel megtámasztva emelkedik. A templom belseje boltozatos, a hajóban barokk, a szentélyben egy nemrégiben készült boltozat található, amely másolata a hajóban lévőnek. A hajóban, a harangtorony alatt egy kórus található.
A templom legrégebbi része az északi és a déli fal keleti része, melyen az építkezés legalább két szakaszának nyilvánvaló nyomai láthatók, melyek a 15. század végén és a 16. század elején történtek. Az alsó rész körülbelül 2 méteres magasságig, törött téglából épült, elég ügyetlenül kivitelezve. Itt néhány korábbi szerző római falat említ, míg mások római téglákról írnak, azonban az eléggé megrongálódott és javított fal nem lehet római. Ez a rész nyilvánvalóan az eredeti egyház maradványa, amelyért IV. Jenő pápa bűnbocsánatot adott azok számára, akik segítettek új templom építésénél. E szakasz falának felső kétharmada öt vak fülkével díszített, ablaktalan, valamivel jobb állapotú gótikus építmény. Az északi fal bal oldalát, mely egykor az apszis keleti részéhez csatlakozott ma a Jézus Szíve kápolna újonnan épített fala borítja. A déli fal nagyjából másolja az északit, egy fontos különbséggel: itt csak három fülke van, melyek közül a középső egykori gótikus ablak volt és csak később falazták el. A hajó déli falának ebben a szegmensében van még egy hármas ülőfülke, amelyet a 18. században egy barokk pilaszterrel elfedtek, de a templom legutóbbi kutatása során feltártak és visszaállítottak.
A harangtorony földszintjét dongaboltozat fedi, mely az első emelettel együtt valószínűleg a templom 15. századi építésének idejéből származik. Nyilvánvaló, hogy sem a harangtorony felső emeletei, sem a hajó falai nem ezalatt épültek, így ezek építése a 17. században, a szentély boltozásával egyidejűleg immár barokk stílusban folytatódott. Legfelső része 1729 és 1744 között barokk stílusban épült. Legújabb része az 1946-ben épített toronysisak. A hajó és a szentély találkozásánál levő diadalív nagy íve arra utal, hogy a templom 1633-as újjáépítése során készült. Mivel a diadalív íve túl nagy lenne egy ekkora szentélyhez, nyilvánvaló, hogy a szentélyt 1888-ban alaposan átépítették. Hosszúsága a réginek kétszerese, méretei 8,3 x 11.8 m. Összességében az épület sajátosságai ellenére megfelel az ország e részén emelt szakrális épületek elrendezésének.

## Galéria

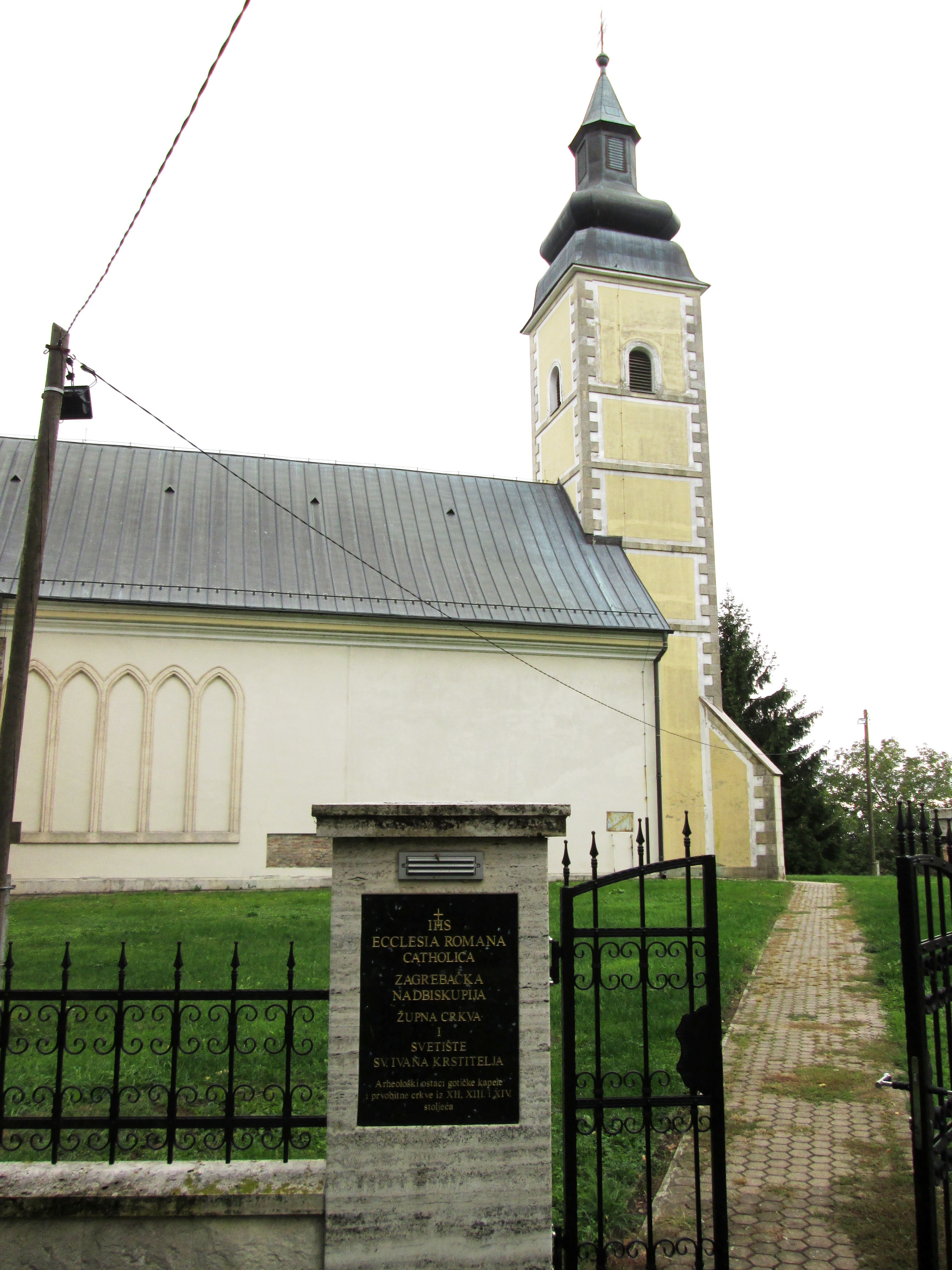
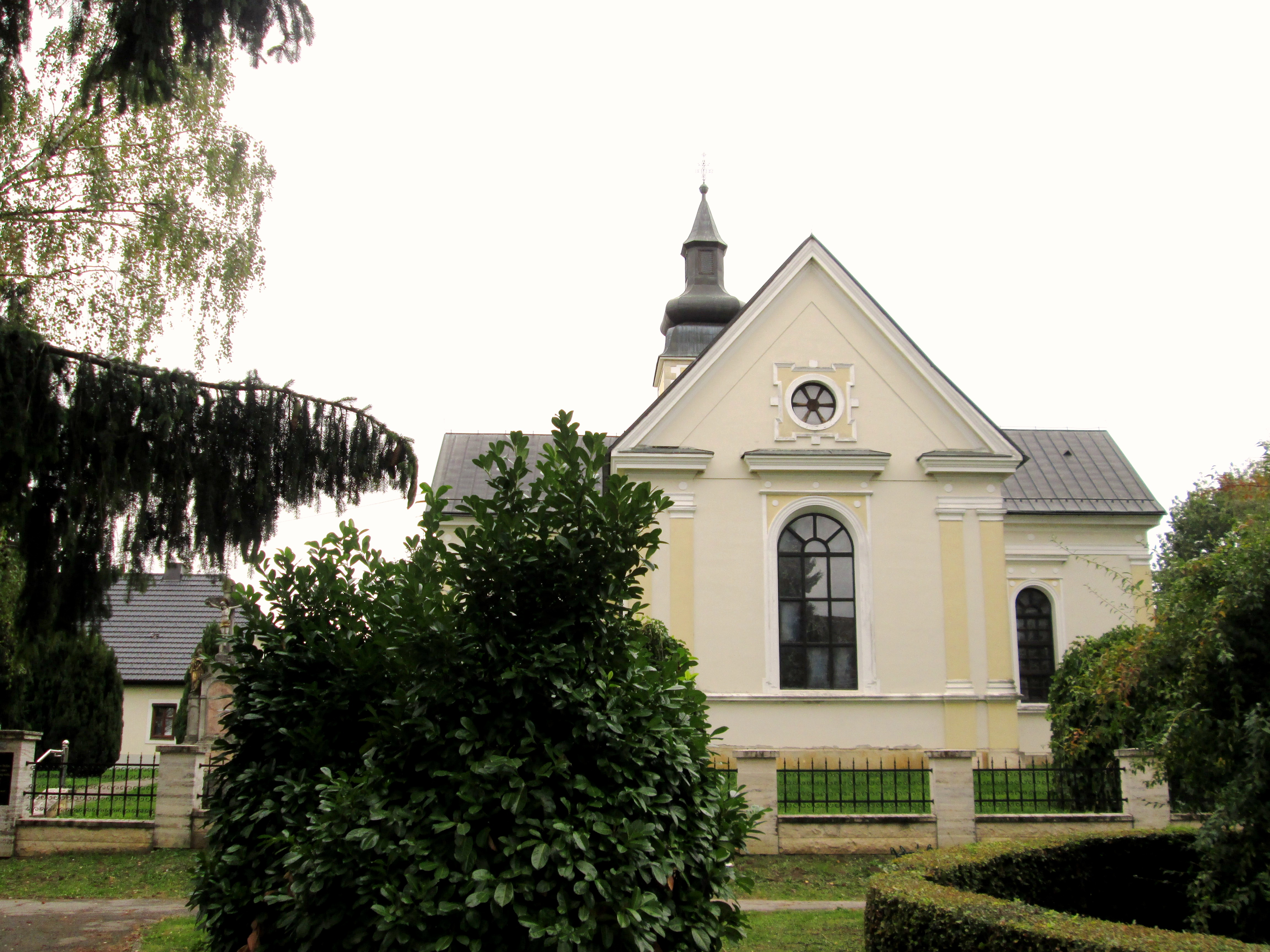
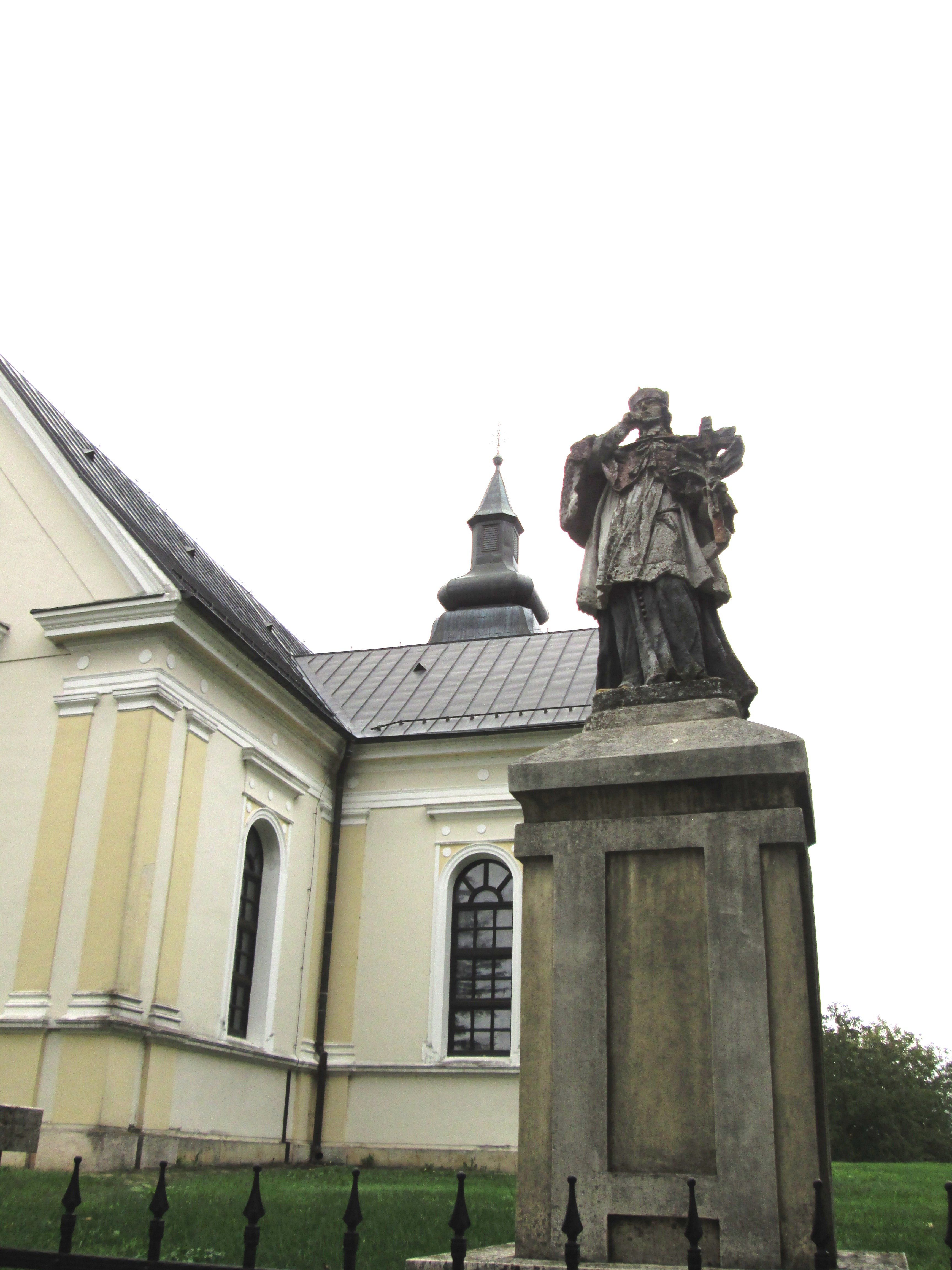
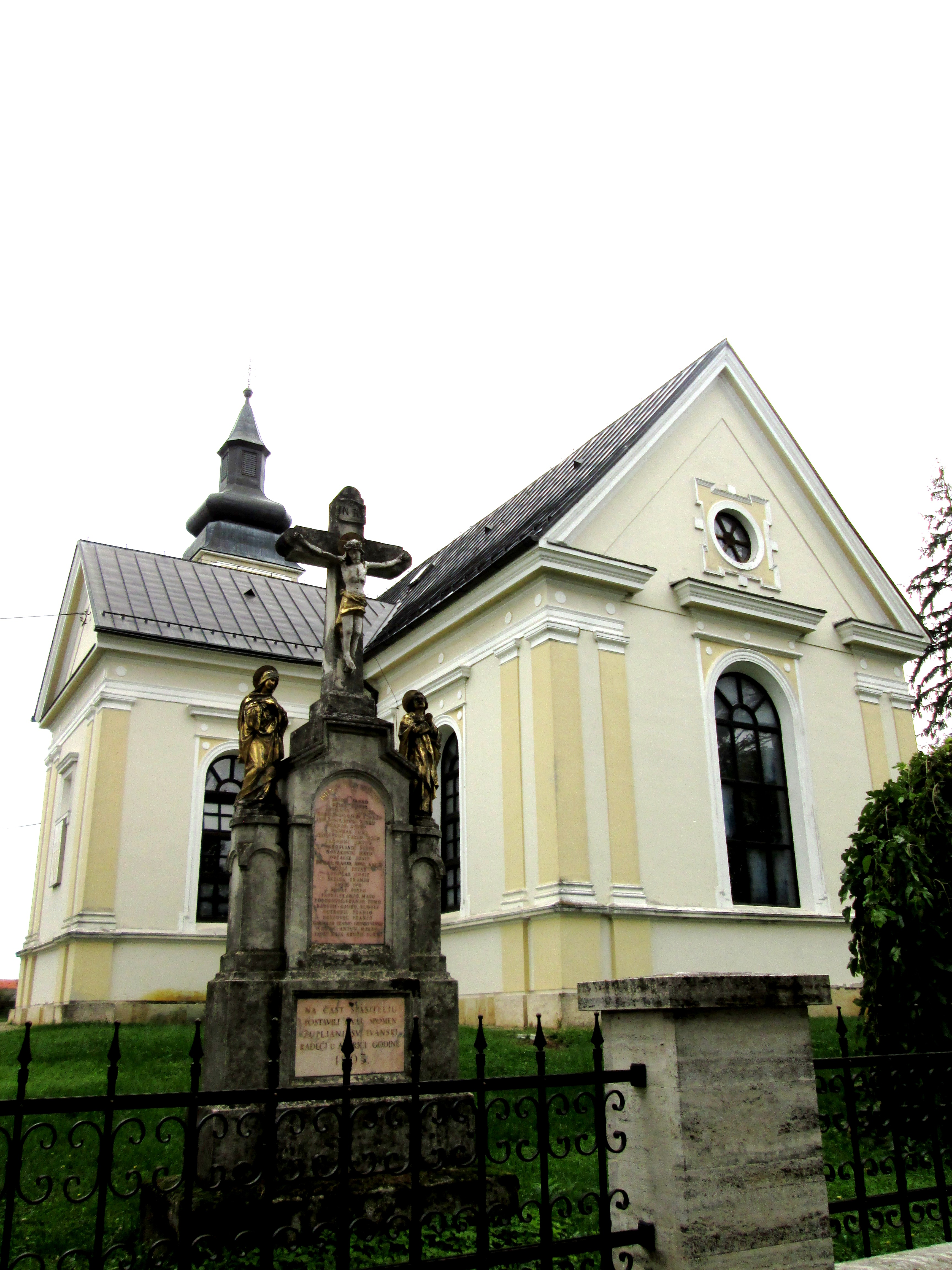